# Scienza e tecnica nell'epoca d'oro islamica

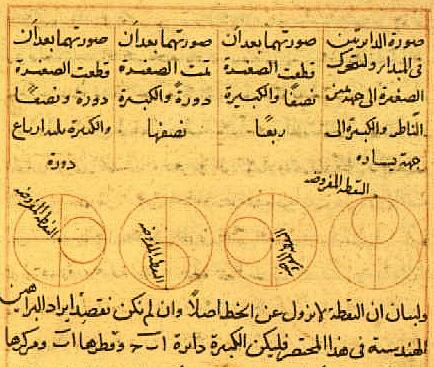
Diagramma della coppia di Tusi, descritta per la prima volta dall'astronomo e matematico persiano del XIII secolo Naṣīr al-Dīn al-Ṭūsī come spiegazione ai moti in latitudine dei pianeti inferiori

La scienza e tecnica nell'epoca d'oro islamica riguarda le attività scientifiche e tecnologiche sviluppate e praticate durante la cosiddetta epoca d'oro islamica, ovvero dal VIII secolo circa al 1258, nei territori sotto il dominio islamico del califfato omayyade, degli Abbadidi di Siviglia, dei Samanidi, degli Ziyaridi, dei Buyidi in Persia o del califfato abbaside. Le conquiste scientifiche islamiche comportarono una spiccata attenzione per un ampio spettro di aree disciplinari, in particolare l'astronomia, la matematica e la medicina. Altri argomenti di studio furono anche l'alchimia e la chimica, la botanica e l'agronomia, la geografia e la cartografia, l'oftalmologia, la farmacologia, la fisica e la zoologia.
La scienza islamica dell'epoca d'oro aveva scopi pratici oltre a prefiggersi il fine della semplice comprensione dei fenomeni naturali. Ad esempio, l'astronomia fu utile per determinare la qibla (la direzione della Mecca verso cui pregare), la botanica ebbe un'applicazione pratica nell'agricoltura come si evince nelle opere di Ibn Baṣṣāl e Ibn al-Awwam, mentre la geografia permise ad Abū Zayd al-Balkhī di realizzare accurate mappe. Matematici musulmani come al-Khwarizmi, Avicenna e Jamshīd al-Kāshī fecero notevoli progressi nell'algebra, nella trigonometria, nella geometria e nei numeri arabi. I medici musulmani descrissero malattie come il vaiolo e il morbillo oltre a mettere in discussione la teoria medica greca classica. Al-Biruni, Avicenna e altri descrissero la preparazione di centinaia di farmaci a base di piante medicinali e composti chimici. Fisici musulmani, tra cui Alhazen o al-Bīrūnī, studiarono ottica e meccanica, nonché astronomia e vagliarono criticamente la teoria del moto di Aristotele.
I progressi islamici in tutte queste discipline fornirono un notevole contributo alla rinascita dell'Europa medievale.

## Contesto storico
Espansione sotto il profeta Maometto, 622-632
     Espansione durante il califfato elettivo, 632-661
     Espansione durante il califfato omayyade, 661-750

Espansione dall'Islam tra VII e VIII secolo d.C.
Espansione sotto il profeta Maometto, 622-632
Espansione durante il califfato elettivo, 632-661
Espansione durante il califfato omayyade, 661-750

La storia dell'Islam può essere fatta iniziare nel 622 con l'Egira, l'esodo di Maometto, assieme ai primi devoti musulmani, dalla Mecca alla volta di Yathrib. Nei decenni successivi l'islam si espanse conquistando l'Arabia, l'Egitto e la Mesopotamia a spese dell'impero bizantino e dell'Impero persiano. Nel giro di un secolo, l'Islam si estendeva a ovest dall'attuale Portogallo all'Asia centrale a est. L'epoca d'oro islamica (compresa tra circa il 786 e il 1258) si ebbe durante il periodo del califfato abbaside (750-1258), caratterizzato da politiche stabili e fiorenti commerci. Durante quest'epoca le principali opere religiose e culturali dell'impero islamico furono tradotte in arabo e, occasionalmente, in persiano mentre la cultura islamica ereditò le conoscenze greche, indiane, assire e persiane, andando a costituire una nuova civiltà comune, basata sull'Islam. Nelle regioni islamiche si assistette ad un'era di cultura elevata e innovazione, accompagnata da una rapida crescita demografica e delle città. La rivoluzione agricola araba nelle campagne portò a maggiori raccolti grazie all'introduzione di migliorate tecnologie in particolare nell'irrigazione permettendo si di sostenere l'aumento della popolazione e alla cultura di prosperare. Dall'IX secolo in poi, studiosi come al-Kindi tradussero in arabo la conoscenza indiana, assira, sasanide (persiana) e greca, comprese le opere di Aristotele. Queste traduzioni fornirono un contributo essenziale per i progressi degli scienziati di tutto il mondo islamico.

## Discipline di studio
I risultati scientifici islamici nell'epoca d'oro abbracciarono un'ampia gamma di aree disciplinari, in particolare in campo matematico, astronomico e medico tuttavia vi furono studi anche nella fisica, nell'alchimia e nella chimica, in oftalmologia, in geografia e in cartografia.

### Alchimia e chimica
Durante il primo periodo islamico gli scienziati elaborarono i quadri teorici dell'alchimia e della chimica. La teoria zolfo-mercurio dei metalli, trovata per la prima volta nel Sirr al-khalīqa ("Il segreto della creazione", 750-850 ca.) e negli scritti attribuiti a Jabir ibn Hayyan (tra l'850 e il 950 circa), rimase la base delle teorie sulla composizione metallica fino al XVIII secolo. La Tavola smeraldina, un testo criptico, fondamento di tutti gli alchimisti fino a Isaac Newton compreso, comparve per la prima volta nel Sirr al-khalīqa e in una delle opere attribuite a Jābir. Nella chimica pratica, le opere di Jābir e quelle dell'alchimista e medico persiano Abū Bakr al-Rāzī (865-925 circa), contengono le prime classificazioni sistematiche delle sostanze chimiche. Gli alchimisti musulmani si interessarono anche alla creazione artificiale di tali sostanze: Jabir descrisse la sintesi del cloruro di ammonio da sostanze organiche mentre Abu Bakr al-Razi sperimentò il riscaldamento del cloruro di ammonio, del vitriolo e di altri sali, che alla fine avrebbero portato alla scoperta degli acidi minerali da parte di alchimisti latini, come lo Pseudo-Geber, del XIII secolo.

### Astronomia e cosmologia

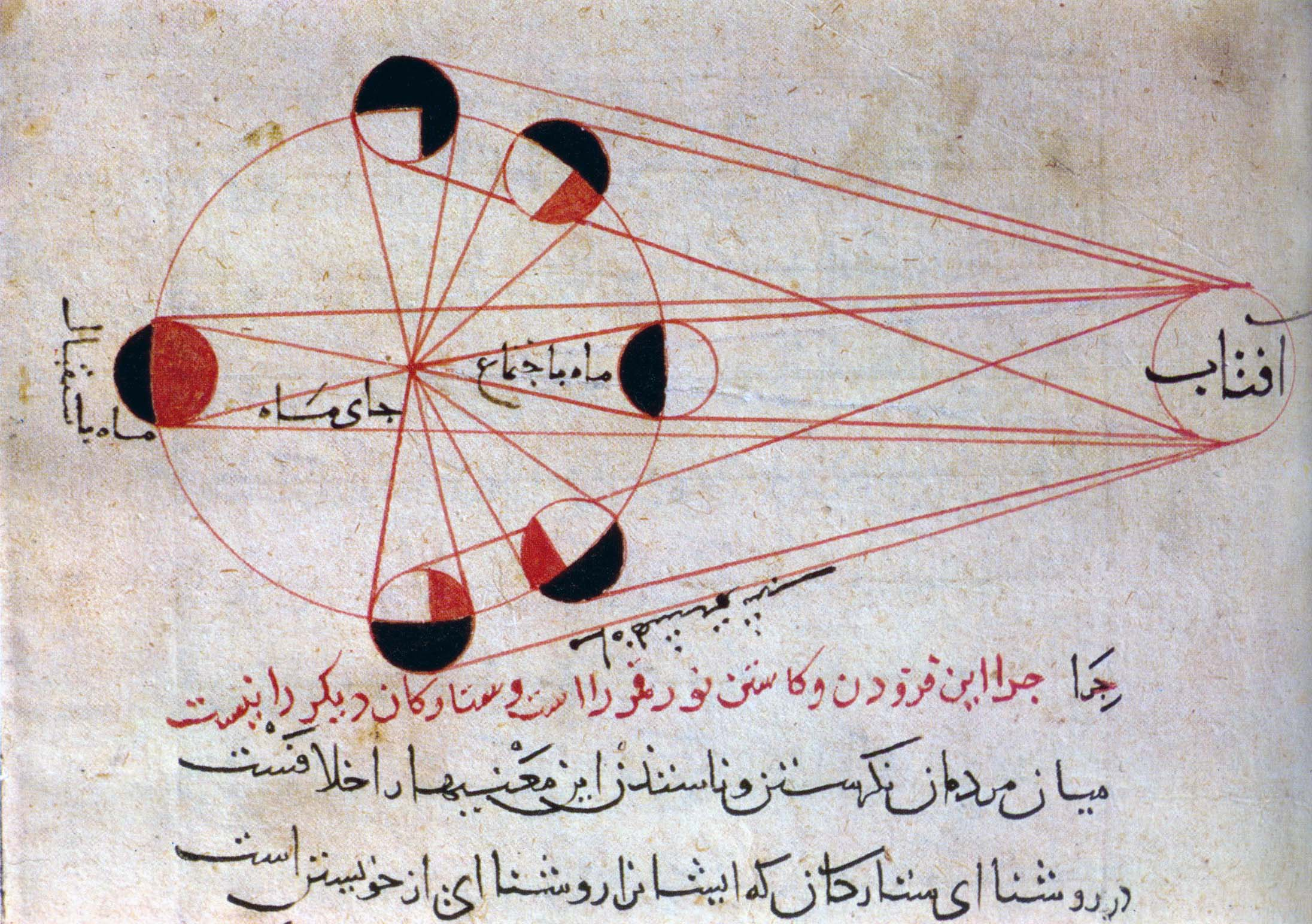
Spiegazione di al-Biruni delle fasi lunari

L'astronomia divenne una disciplina importante all'interno della scienza islamica. Gli astronomi si dedicarono maggiormente alla comprensione della natura del cosmo che a scopi pratici, tuttavia un'applicazione riguardava la determinazione della Qibla, la direzione verso cui pregare. Un altro campo importate fu l'astrologia grazie alla quale si riteneva possibile prevedere eventi che influivano sulla vita umana scegliendo così i tempi migliori per compiere alcune azioni come scendere in guerra o fondare una città. Al-Battani (850-922) determinò accuratamente la lunghezza dell'anno solare e contribuì alle Tavole di Toledo, utilizzate dagli astronomi per prevedere i movimenti del sole, della luna e dei pianeti nel cielo. In seguito, Copernico (1473-1543) utilizzò alcune delle sue tavole astronomiche.
Al-Zarqali (1028-1087) sviluppò un astrolabio più accurato di quelli già esistenti, che poi venne utilizzato per i secoli successivi, a Toledo realizzò un orologio ad acqua, scoprì che l'apogeo del Sole si muove lentamente rispetto alle stelle fisse e ottenne una buona stima del suo moto per la sua velocità di variazione. Nasir al-Din al-Tusi (1201-1274) scrisse un'importante revisione del modello celeste elaborato da Claudio Tolomeo nel II secolo. Quando Tūsī divenne l'astrologo del condottiero mongolo Hulagu Khan, gli fu assegnato un osservatorio e ottenne l'accesso alle tecniche e alle osservazioni cinesi. Inoltre, egli sviluppò la trigonometria come un campo separato e compilò le tavole astronomiche più accurate disponibili fino a quel momento.

### Botanica e agronomia

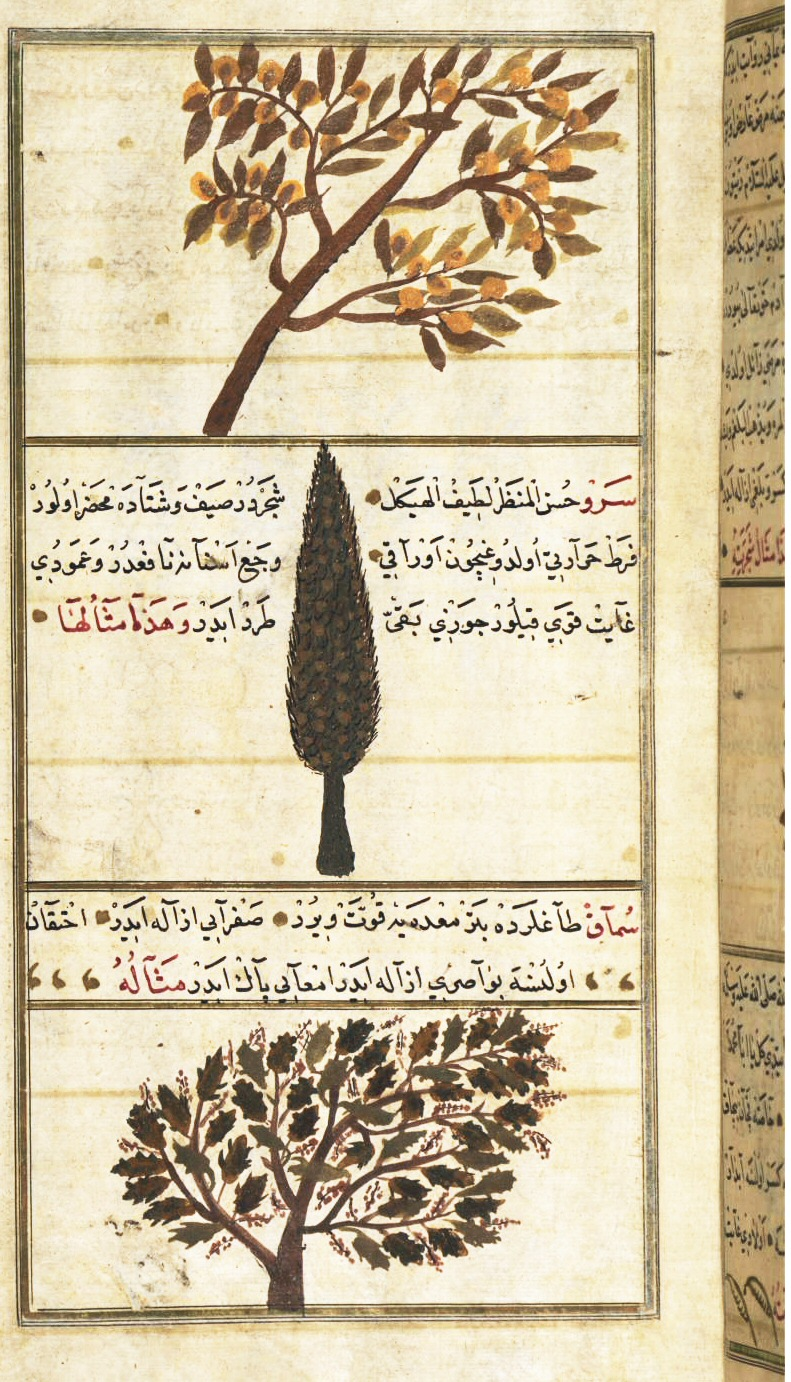
Alcune piante rappresentate nell'opera Le meraviglie della creazione di Zakariya al-Qazwini

Lo studio del mondo naturale comprese anche un esame dettagliato delle piante. Il lavoro svolto si rivelò utile per ottenere uno sviluppo senza precedenti nella farmacologia in tutto il mondo islamico. Abū Ḥanīfa al-Dināwarī (815-896) rese popolare lo studio della botanica nel mondo islamico con il suo Kitāb al-Nabat (Libro delle piante) in sei volumi si cui sono sopravvissuti solo i volumi 3 e 5, con parte del volume 6 ricostruito grazie alla citazione di alcuni passaggi. Il testo sopravvissuto descrive 637 piante in ordine alfabetico, dalle lettere sin alla lettera ya; quindi l'intera opera dovrebbe aver trattato diverse migliaia di tipi di piante. Al-Dināwarī descrisse anche le fasi della crescita delle piante e la produzione di fiori e frutti. L'enciclopedia del XIII secolo compilata da Zakariya al-Qazwini (1203–1283), ʿAjāʾib al-makhlūqāt (Le meraviglie della creazione), conteneva, tra molti altri argomenti, sia temi di botanica realistica che racconti fantastici come la descrizione di alberi sui quali crescevano uccelli sui loro ramoscelli al posto delle foglie, ma che si potevano trovare solo nelle lontane isole britanniche. L'uso e la coltivazione delle piante fu documentato nell'XI secolo da Muhammad bin Ibrāhīm Ibn Bassāl di Toledo nel suo libro Dīwān al-filāḥa (La raccolta d'agricoltura) e da Ibn al-Awwam di Siviglia nel suo libro del XII secolo Kitāb al-filāḥa (Trattato sull'agricoltura). Ibn Baṣṣāl aveva viaggiato molto in tutto il mondo islamico, ottenendo così una conoscenza dettagliata dell'agronomia che contribuì allo sviluppo della rivoluzione agricola araba. Il suo libro pratico e sistematico descrive oltre 180 piante, come farle crescere e prendersene cura. Tra i soggetti studiati, ortaggi a foglia e a radice, erbe, spezie e alberi.

### Geografia e cartografia

Copia moderna della Tabula Rogeriana realizzata da al-Idrisi nel 1154

La diffusione dell'Islam nell'Asia occidentale e nel Nordafrica comportò uno sviluppo senza precedenti nei commerci e nei viaggi, sia via terra che via mare, fino al sud-est asiatico, alla Cina, in gran parte dell'Africa, in Scandinavia e persino in Islanda. Pertanto i geografi furono spronati a lavorare alacremente per realizzare mappe sempre più accurate del mondo conosciuto, partendo dalle molte fonti già esistenti ma frammentarie. Abu Zayd al-Balkhi (850–934), fondatore della scuola di cartografia Balkhī a Baghdad, realizzò un atlante chiamato "Figure delle regioni" (Suwar al-aqālīm). Al-Biruni (973-1048) misurò il raggio della Terra usando un nuovo metodo basato sull'osservazione dell'altezza di una montagna a Nandana (ora in Pakistan). Al-Idrisi (1100-1166) disegnò una mappa del mondo per Ruggero II, il re normanno di Sicilia. Egli scrisse anche la Tabula Rogeriana, uno studio geografico dei popoli, dei climi, delle risorse e delle attività economiche di tutto il mondo allora conosciuto.

### Matematica

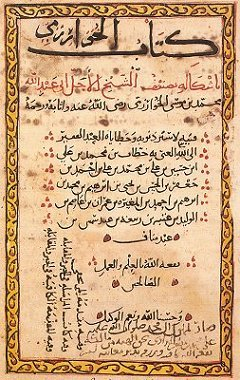
Pagina del Kitāb al-jabr wa-l-muqābala (Algebra) di al-Khwarizmi

I matematici musulmani raccolsero, organizzarono e chiarirono la matematica che avevano ereditato dagli studiosi dell'antico Egitto, della Grecia, dell'India, della Mesopotamia e della Persia, migliorandone la conoscenza e approntando proprie innovazioni. I settori di interesse furono, in particolare, l'algebra, la geometria e l'aritmetica. La prima, l'algebra, venne studiata soprattutto a scopo ricreativo poiché a quel tempo aveva poche applicazioni pratiche. La geometria venne invece studiata su diversi livelli: alcuni testi contengono regole geometriche pratiche per il rilievo e per la misurazione delle figure, mentre la geometria teorica rappresentava un prerequisito necessario per comprendere l'astronomia e l'ottica, richiedendo anni di apprendimento. All'inizio del califfato abbaside (istituito nel 750), subito dopo la fondazione di Baghdad nel 762, alcune conoscenze matematiche furono acquisite grazie a un gruppo di scienziati della tradizione persiana preislamica. Alla fine dello stesso secolo, gli astronomi indiani vennero invitati alla corte del califfo dove spiegarono le rudimentali tecniche trigonometriche usate nell'astronomia indiana. Opere greche antiche come l'Almagesto di Tolomeo e gli Elementi di Euclide vennero tradotti in lingua araba. Nella seconda metà del IX secolo, i matematici musulmani fornivano già i loro contributi alle parti più raffinate della geometria greca. La matematica islamica raggiunse il suo apogeo, tra il X e il XII secolo, nella parte orientale del mondo musulmano. La maggior parte dei matematici islamici medievali scriveva in arabo, mentre altri in persiano.

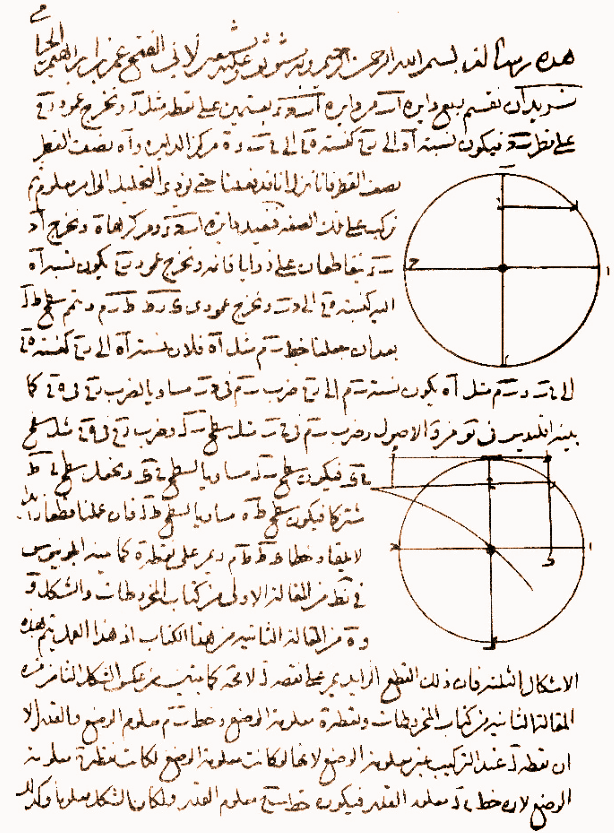
"Equazione cubica e intersezione di una sezione conica" di Omar Khayyam

Al-Khwarizmi (VIII-IX secolo) fu determinante nell'adozione del sistema numerico indo-arabo e nello sviluppo dell'algebra: introdusse metodi per la semplificazione delle equazioni utilizzando, nelle dimostrazioni, la geometria euclidea. Fu il primo a trattare l'algebra come una disciplina indipendente a sé stante e presentò la prima soluzione sistematica di equazioni lineari e quadratiche. Ibn Ishaq al-Kindi (801–873) lavorò alla crittografia per il califfato abbaside e fornì la prima spiegazione documentata nota di crittoanalisi e la prima descrizione del metodo di analisi delle frequenze. Avicenna (980 circa-1037) contribuì allo sviluppo di tecniche matematiche, come la prova del nove. Thābit ibn Qurra (835–901) calcolò la soluzione di un problema della scacchiera che coinvolgeva una serie esponenziale. Al-Farabi (870 circa-950) tentò di descrivere, geometricamente, i ripetuti motivi geometrici islamici. Omar Khayyam (1048-1131), noto in Occidente più che altro come poeta, calcolò la lunghezza dell'anno con un massimo di 5 cifre decimali e trovò soluzioni geometriche a tutte e 13 le forme di equazioni cubiche, sviluppando alcune equazioni quadratiche ancora oggi in uso. Jamshīd al-Kāshī (1380 circa–1429) è accreditato per aver introdotto diversi teoremi della trigonometria, incluso il teorema del coseno, noto anche come Teorema di al-Kashi. Gli è stata attribuita anche l'invenzione delle frazioni decimali e un metodo come quello di Horner per calcolare le radici. Egli calcolò π correttamente a 17 cifre significative.
Intorno al settimo secolo, gli studiosi islamici adottarono il sistema numerico indo-arabo, descrivendo il loro uso in un testo denominato fī l-ḥisāb al hindī (Sul calcolo degli Indiani). Una caratteristica variante araba occidentale dei numeri arabi orientali iniziò a emergere intorno al X secolo nel Maghreb e in al-Andalus (a volte chiamati numeri ghubar, sebbene il termine non sia sempre accettato), che sono l'antenato diretto dei moderni numeri arabi usati in tutto il mondo.

### Medicina
.

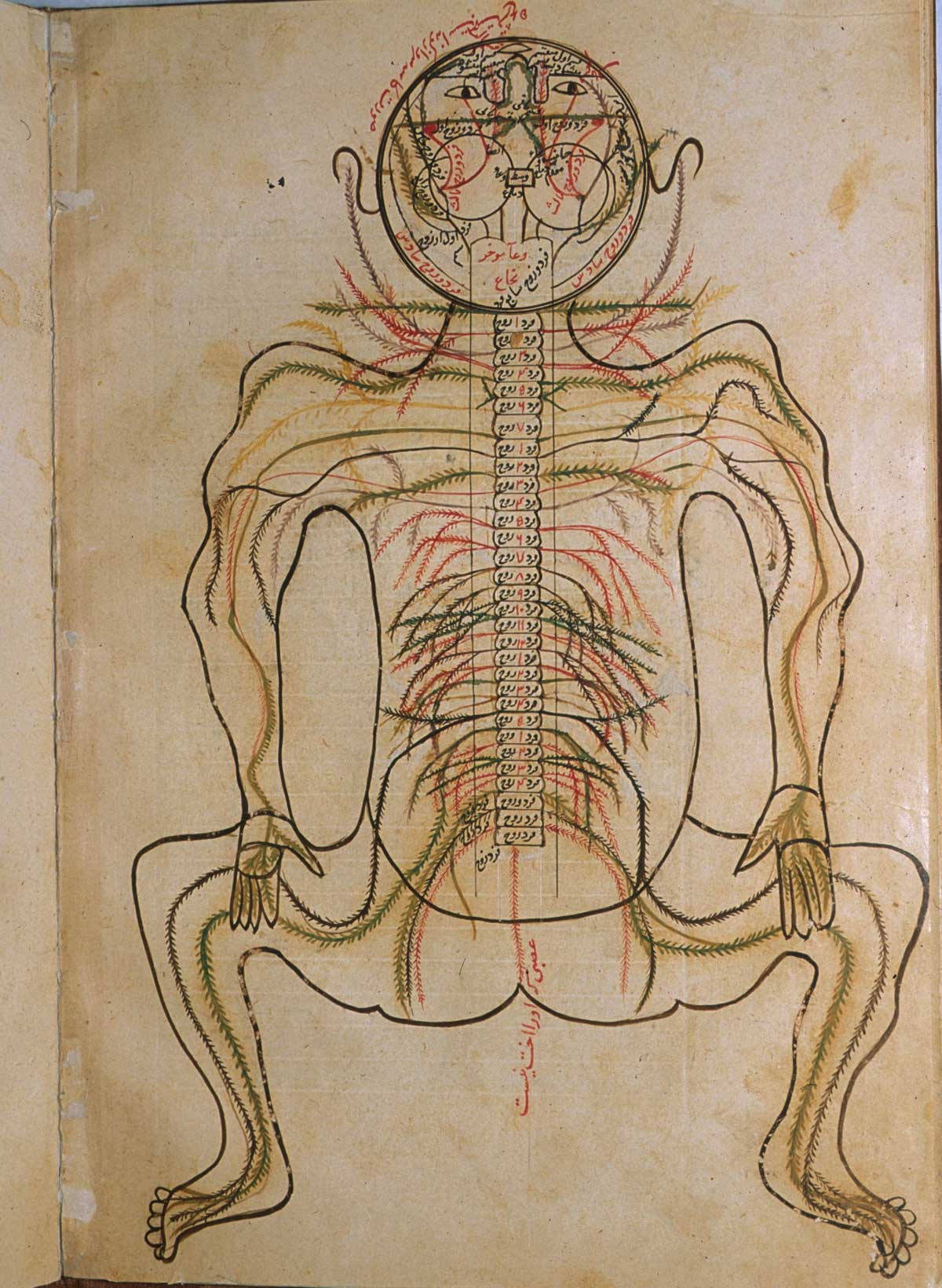
Illustrazione a colori del trattato di anatomia di Mansur ibn Ilyas, 1450 circa

La società islamica del tempo prestò molta attenzione alla medicina, seguendo un hadith che imponeva la conservazione della buona salute. I medici ereditarono le conoscenze e le credenze mediche tradizionali provenienti dalla Grecia classica, dall'antica Roma, dalla Siria, della Persia e dell'India. Tra questi vi furono gli scritti di Ippocrate sulla teoria dei quattro umori e quelle di Galeno. al-Razi (865 circa–925) identificò il vaiolo e il morbillo e riconobbe la febbre come parte delle difese del corpo; realizzò anche un compendio di 23 volumi di medicina cinese, indiana, persiana, siriaca e greca. Nei suoi studi, al-Razi mise in dubbio la teoria medica greca classica riguardo a come i quattro umori regolassero i processi vitali; contestò anche il lavoro di Galeno su diversi fronti, compreso il salasso come trattamento. al-Zahrawi (936-1013) fu un chirurgo la cui opera più importante sopravvissuta, indicata come al-Tasrīf (conoscenza medica), è composta da 30 volumi che trattano principalmente i sintomi, i trattamenti e la farmacologia. L'ultimo volume, riguardante la chirurgia, descrive strumenti chirurgici e procedure pionieristiche. Avicenna (980 circa-1037) scrisse un fondamentale trattato, Il canone della medicina, che venne superato solo due secoli più tardi dall'opera di Ibn al-Nafis (1213-1288). al-Nafis scrisse anche commentari su Galeno e sulle opere di Avicenna; uno di questi, scoperto nel 1924, descriveva la circolazione del sangue attraverso i polmoni.

### Ottica e oftalmologia

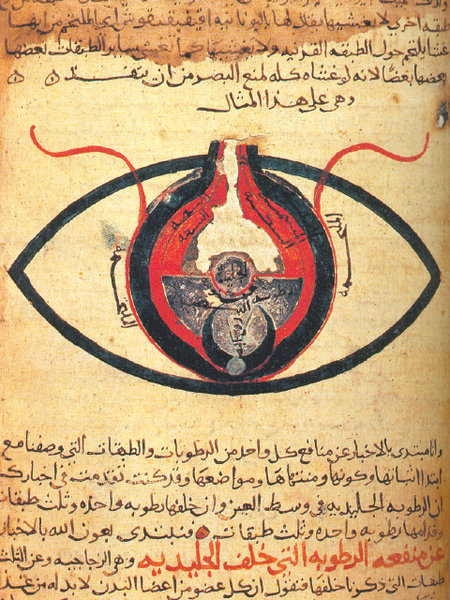
L'occhio umano secondo Hunayn ibn Ishaq, 1200 circa

Nell'epoca d'oro islamica si sviluppò rapidamente l'ottica. Nel IX secolo, erano già stati eseguiti studi sull'ottica fisiologica, geometrica e fisica; tra gli argomenti trattati vi fu anche la riflessione speculare. Hunayn ibn Ishaq (809–873) scrisse il libro Dieci trattati sull'occhio rimasto particolarmente influente in Occidente fino al XVII secolo mentre Abbas ibn Firnas (810-887) sviluppò lenti per l'ingrandimento e il miglioramento della vista. Ibn Sahl (940 circa-1000) scoprì la legge della rifrazione nota come legge di Snell che utilizzò per produrre le prime lenti asferiche che focalizzavano la luce senza aberrazioni geometriche.
Nell'undicesimo secolo, Ibn al-Haytham (965-1040) rifiutò le teorie greche sull'oftalmologia, sia quella aristotelica che sosteneva che la forma dell'oggetto percepito entrasse nell'occhio (ma non la sua materia), sia quella di Euclide e Tolomeo in cui si riteneva che l'occhio emettesse un raggio. Al-Haytham propose in un suo trattato che la vista avvenisse grazie a raggi di luce che formano un cono con il vertice al centro dell'occhio. Sostenne anche che la luce venisse riflessa da superfici diverse in direzioni diverse, facendo sì che gli oggetti apparissero diversi. Inoltre, suggerì che la matematica della riflessione e della rifrazione dovesse essere coerente con l'anatomia dell'occhio. Fu anche uno dei primi sostenitori del metodo scientifico, il concetto che un'ipotesi debba essere dimostrata da esperimenti basati su procedure confermabili o prove matematiche, cinque secoli prima degli scienziati del Rinascimento.

### Farmacologia

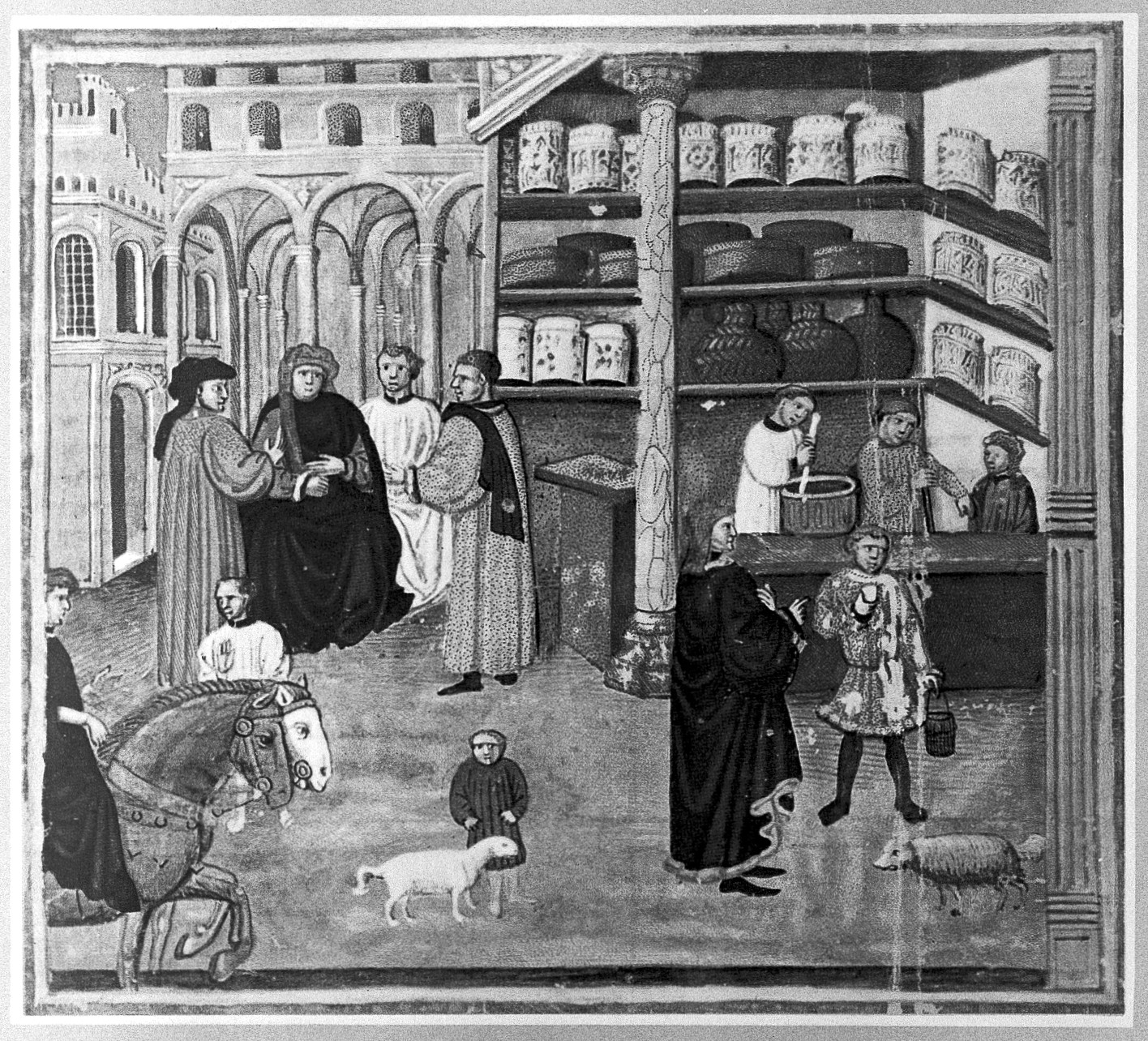
Avicenna insegna l'uso dei farmaci, raffiugrazione in una copia del XV secolo del Canone

I progressi raggiunti nel mondo islamico nella botanica e della chimica incoraggiarono gli studi sulla farmacologia. Abū Muhammad ibn Zakarīya Rāzi (865–915) promosse gli usi medici dei composti chimici mentre Abū l-Qāsim al-Zahrāwī (936-1013) aprì la strada alla preparazione di medicinali per sublimazione e distillazione. Nel suo Liber servitoris sono contenute istruzioni per la preparazione dei "semplici", che poi venivano utilizzati per realizzare farmaci più complessi. Sabur Ibn Sahl (morto nell'869) fu il primo medico a descrivere una grande varietà di farmaci e rimedi per varie patologie. Al-Muwaffaq, nel X secolo, scrisse I fondamenti delle vere proprietà dei rimedi, in cui descrisse sostanze chimiche come l'ossido di arsenico e l'acido silicico. Egli, inoltre, distinse il carbonato di sodio dal carbonato di potassio e attirò l'attenzione dei suoi contemporanei sulla natura velenosa dei composti del rame, in particolare del vetriolo di rame, oltre che dai composti del piombo. Al-Biruni (973-1050) scrisse il Kitāb al-saydala (Il libro dei farmaci), in cui descrisse in dettaglio le proprietà dei farmaci, il ruolo della farmacia e i doveri del farmacista. Ibn Sina (Avicenna) fornì la descrizione di 700 preparati, le loro proprietà, il loro modo di agire e le loro indicazioni dedicando un volume ai "semplici" nel suo Canone della Medicina. Gli studi di Masawayh al-Mardini (925–1015) e di Ibn al-Wafid (1008–1074) furono stampati in latino più di cinquanta volte, con i titoli, rispettivamente, di De Medicinis universalibus et particolaribus di Mesuè il Giovane e di Medicamentis simplicibus di Abenguefit. Pietro d'Abano (1250-1316) tradusse e aggiunse un supplemento all'opera di al-Mardini con il titolo De Veneris. Ibn al-Baytar (1197-1248), nel suo al-Jāmiʿ fī l-Ṭibb, descrisse mille semplici e farmaci a base diretta di piante mediterranee raccolte lungo l'intera costa tra Siria e Spagna, superando per la prima volta il lavoro di catalogazione portato a termine da Dioscoride Pedanio in epoca classica. Medici islamici come Ibn Sina (Avicenna) hanno descritto sperimentazioni cliniche per determinare l'efficacia di farmaci e sostanze mediche.

### Fisica

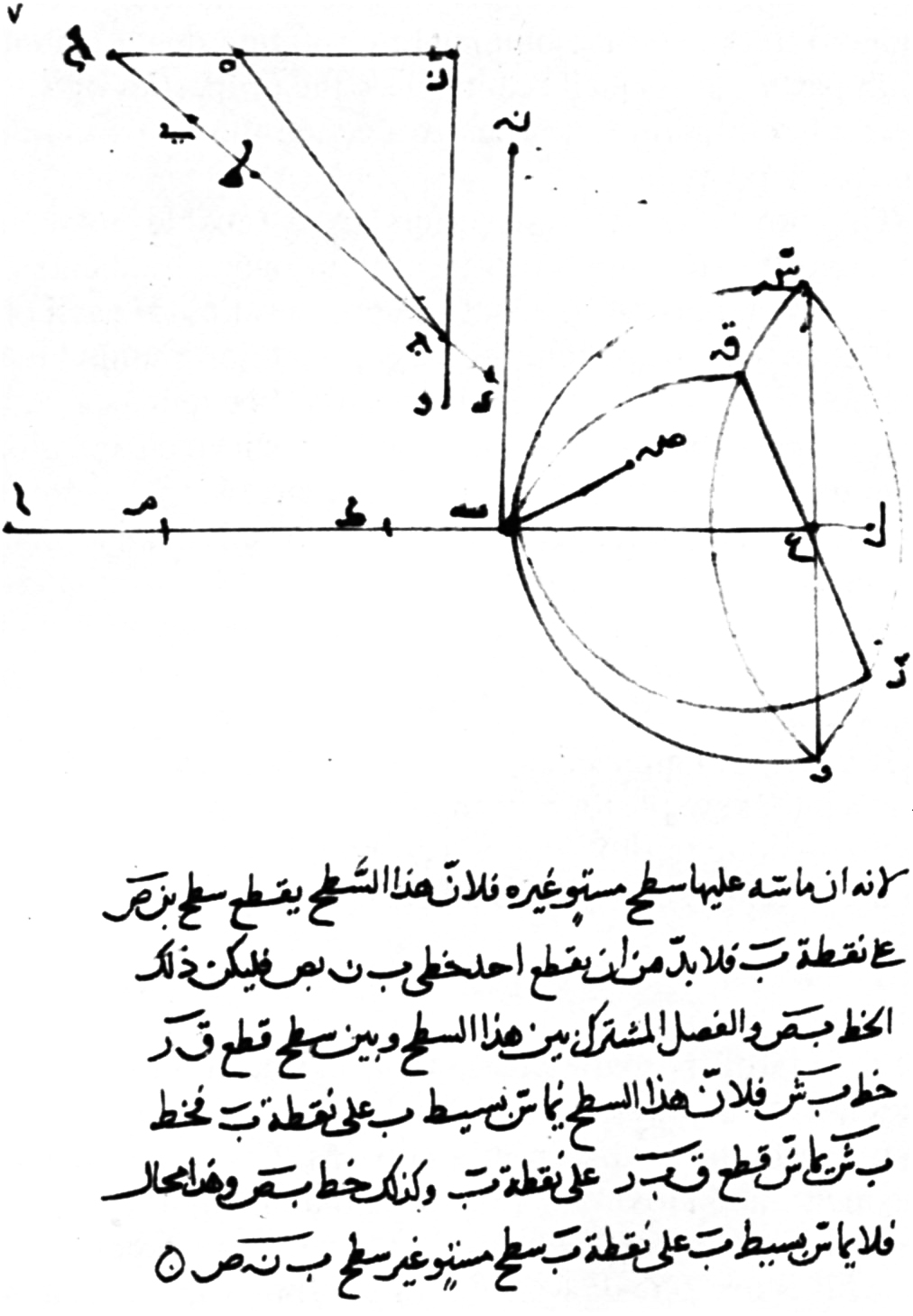
La prima apparizione della legge della rifrazione in un'illustrazione di Ibn Sahl (X secolo)

I campi della fisica studiati in questo periodo, oltre all'ottica e all'astronomia, furono quelli inerenti alla meccanica: statica, dinamica, cinematica e movimento. Nel VI secolo Giovanni Filopono rifiutò la visione aristotelica del moto sostenendo invece che un oggetto acquisisce la capacità di muoversi quando viene impressa su di esso una forza motrice. Nell'undicesimo secolo Ibn Sina adottò più o meno lo stesso concetto, cioè che un oggetto in movimento possieda una forza che viene dissipata da agenti esterni come la resistenza dell'aria. Affermò anche che un corpo in movimento nel vuoto non si sarebbe fermato a meno che una forza non avesse agito su di esso, in accordo con il primo principio della dinamica di Isaac Newton sull'inerzia. Essendo una teoria non aristotelica, venne successivamente abbandonata fino a quando non fu introdotto il concetto di "impetus" da Jean Buridan (1295 circa-1363) grazie all'influenza dei risultati di Ibn Sina.

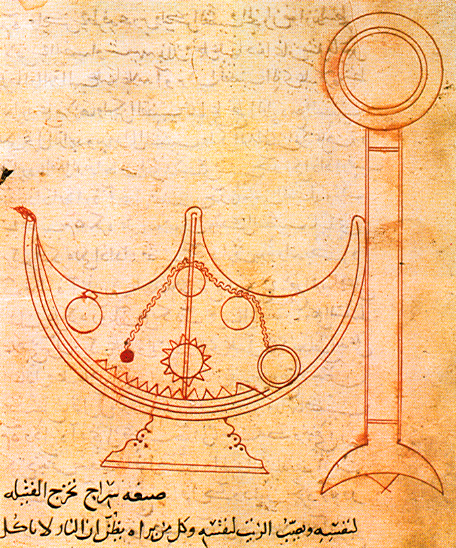
Illustrazione di un meccanismo di Ahmad ibn Mūsā ibn Shākir (IX secolo)

Nei suoi lavori, al-Biruni (973-1048), descrisse il moto non uniforme come il risultato dell'accelerazione, mettendo in relazione le teorie di Ibn-Sina con la velocità e il peso di un oggetto in movimento, suggerendo così un precursore del concetto di quantità di moto. La teoria del moto di Aristotele prevedeva che una forza costante producesse un moto uniforme; Abu'l-Barakāt al-Baghdādī (1080 circa– 1164/5) non fu d'accordo sostenendo che velocità e l'accelerazione sono due cose diverse e che la forza è proporzionale all'accelerazione, non alla velocità.
Ibn Bajjah (1085 circa-1138) propose che per ogni forza vi fosse una forza di reazione; anche se non specificò che queste forze fossero uguali, si può affermare che questa fosse una prima versione della terza legge del moto di Newton.
I fratelli Banū Mūsā, Jafar, Muhammad, Ahmad e al-Hasan (inizio del IX secolo) inventarono dispositivi automatizzati descritti nel loro Il libro dei congegni ingegnosi.

### Zoologia
Molte opere classiche, comprese quelle di Aristotele, furono trasmesse dal greco al siriaco, poi all'arabo, poi al latino. La Zoologia di Aristotele rimase comunque dominante in tale campo per duemila anni. Il Kitāb al-Hayawān (كتاب الحيوان, libro degli animali) è una traduzione araba del IX secolo di alcune sue parti.
Il libro è stato menzionato da al-Kindī (morto nell'850) e commentato da Avicenna nel suo Il libro della guarigione. Ibn Bajja e Averroè (Ibn Rushd) ne commentarono e criticarono alcune sezioni.

## L'età d'oro della scienza araba (VIII secolo-XIV secolo)
Gli scienziati islamici contribuirono a gettare le basi per una scienza sperimentale con i loro apporti al metodo scientifico e il loro approccio empirico, sperimentale e quantitativo all'indagine scientifica. In un senso più generale, la conquista positiva della scienza islamica fu semplicemente quella di svilupparsi, per secoli, in una vasta gamma di istituzioni, dagli osservatori astronomici alle biblioteche, dalle madrase agli ospedali e ai tribunali, sia al culmine dell'età dell'oro islamica che per alcuni dei secoli successivi. Ciò non portò a una rivoluzione scientifica come quella che avvenne in Europa nella prima età moderna, ma tali confronti esterni devono essere probabilmente respinti in quanto impongono "situazioni cronologicamente e culturalmente estranee".
Il termine "scienza islamica" e "tecnica islamica" è errato, si dovrebbe dire scienza araba poiché ci si riferisce al prodotto della sensibilità o della riflessione razionale non solo dei musulmani ma anche dei cristiani, degli israeliti o dei zoroastriani che vivevano (e tuttora in parte vivono) sotto la dominazione politica islamica.
A tali minoranze, anzi, va riferita parte non secondaria della produzione artistica e scientifica impropriamente definita "islamica" (che dovrebbero semmai essere definita "di area islamica").
Alcuni esempi a tal proposito sono i medici della famiglia nestoriana dei Bakhtīshū‘ (che operarono nella Casa della Sapienza abbaside) e l'ebreo Maimonide.
Per "scienza islamica" s'intende quindi l'insieme delle diverse discipline scientifico-matematiche (fisiche, chimiche, e quant'altro) sviluppatesi in ambito geopolitico musulmano e generalmente formalizzate in arabo o (più raramente) in un'altra lingua parlata nel mondo islamico (ad esempio persiano, turco o hindustano).
Tali discipline del pensiero umano si sono prevalentemente sviluppate nel Medioevo cristiano (categoria storiografica che è impossibile applicare alla cultura islamica) coeva che viveva il suo periodo di massimo fulgore, tanto che è invalso l'uso tra gli studiosi specialisti di parlare del periodo che va dall'VIII al XIV secolo come dell'età d'oro della scienza musulmana.

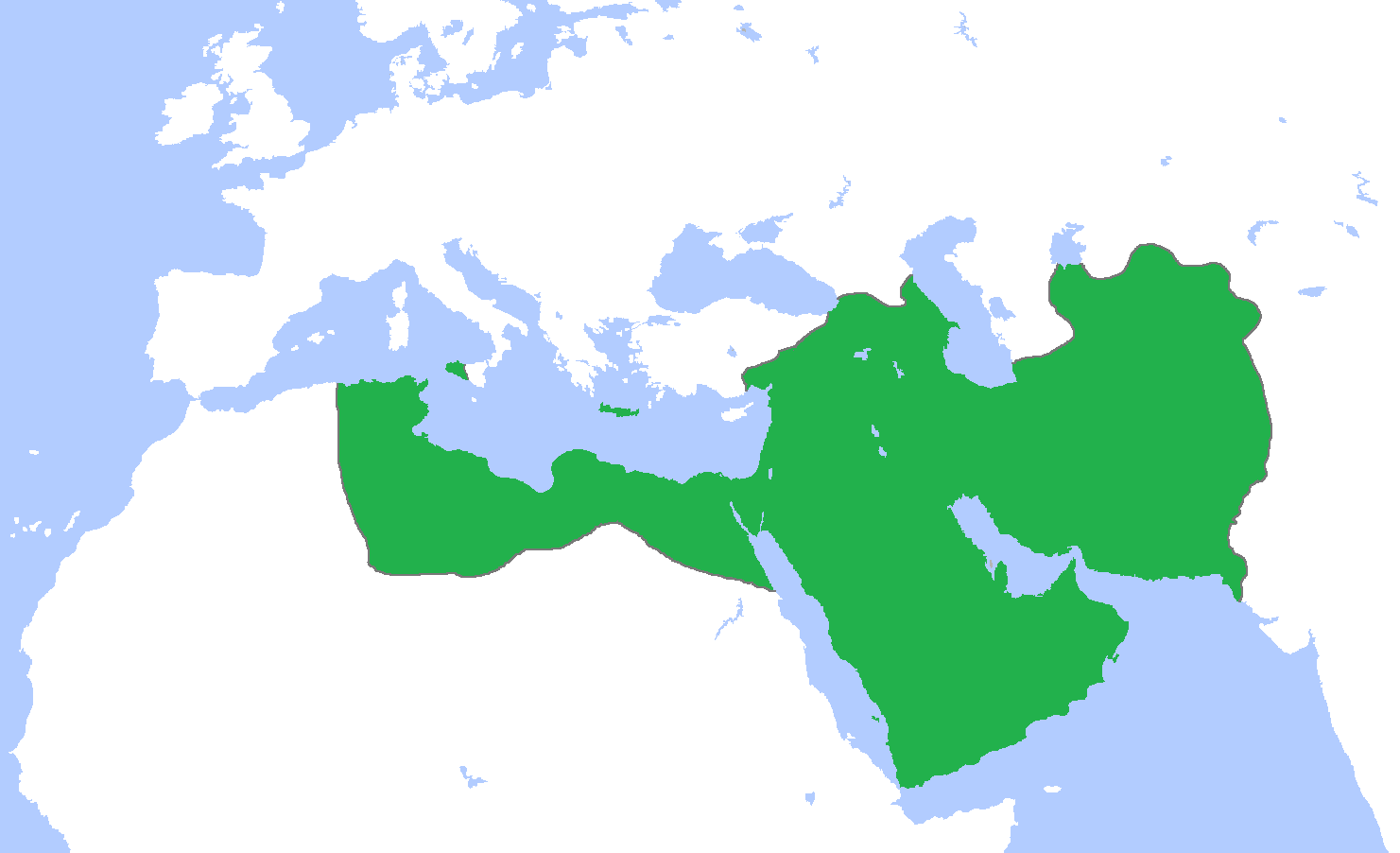
Il califfato degli Abbasidi durante il periodo della sua massima espansione (intorno all'anno 850).

I primi passi della cultura scientifica furono mossi infatti nella seconda metà del VII secolo a Damasco, sotto gli ultimi Omayyadi per svilupparsi poi a Baghdad con i primi Abbasidi. Gli Abbasidi in particolare furono convinti sostenitori dell'opportunità di far proprio il pensiero delle culture assoggettate (per molti versi assai più progredite del relativamente povero mondo arabo), che si trattasse di cultura greca, copta, ebraica, persiana, indiana e persino cinese. I primi indispensabili passi furono perciò quelli di stimolare e proteggere l'attività traduttoria, volgendo in lingua araba opere classiche dell'antichità, tanto nel campo della fisica, della matematica, dell'astronomia, della medicina e delle scienze naturali (botanica, zoologia, mineralogia). Tali traduzioni contribuirono alla nascita di una cultura araba "classica" fungendo da volano per il successivo autonomo lavoro di ricerca di studiosi musulmani e furono di importante ausilio anche per il più tardo Rinascimento italiano ed europeo, che senza l'opera dei traduttori d'ambito islamico non avrebbero potuto conoscere tanti testi della sapienza antica che in ambito latino si erano quasi del tutto perduti.

## Personalità scientifiche
Alcuni studiosi dell'età d'oro della scienza musulmana furono:
- l'alchimista Jābir b. Ḥayyān (VIII secolo-IX secolo), il quale identificò per primo molte sostanze chimiche, tra cui l'acido solforico e l'acido nitrico; Jābir ibn Ḥayyān inoltre descrisse per la prima volta i processi di sublimazione, riduzione e distillazione;
- i fratelli Abū Jaʿfar Muḥammad ibn Mūsā ibn Shākir, Aḥmad ibn Mūsā ibn Shākir e al-Ḥasan ibn Mūsā ibn Shākir, chiamati Banū Mūsā; essi si dedicarono alla traduzione in arabo di antichi testi, studiarono la geometria dei coni e delle ellissi e svolsero calcoli astronomici; a loro si deve il "Libro dei meccanismi ingegnosi" (in arabo كتاب الحيل, Kitāb al-Ḥiyāl);[80][81][82]
- al-Kindi (801–873) si dedicò alla traduzione di testi dal greco antico all'arabo, svolse studi sulla crittografia e scrisse un testo sullo spazio, il tempo e i moti relativi;[83]
- Hunayn ibn Ishaq (809–873) tradusse molte opere dal greco antico all'arabo e si dedicò alla medicina, in particolare scrisse un trattato sull'occhio;
- Abbas ibn Firnas (810–887) mise a punto un particolare vetro trasparente utilizzato per costruire recipienti per bevande e lenti d'ingrandimento o per il miglioramento della vista; inoltre è conosciuto per essere sopravvissuto ad un tentativo di volo controllato;[84]
- Thābit ibn Qurra (835–901), autore di traduzioni dal greco di testi sulla matematica e l'astronomia;[85]
- al-Khwarizmi (VIII-IX secolo) fu un matematico, geografo e astronomo; a lui si deve l'adozione del sistema di numerazione arabo a partire dal sistema di numerazione indiano; a lui si deve inoltre lo sviluppo dell'algebra e introdusse metodi di semplificazione delle equazioni;
- al-Battani (850–922) diede il suo contributo all'astronomia calcolando in maniera accurata la durata di un anno solare e contribuendo alla scrittura di tavole astronomiche (dette "zīj"), utilizzate per prevedere la posizione degli astri nel cielo; al-Baṭṭānī scrisse inoltre tavole numeriche per calcolare la direzione della Mecca da luoghi differenti;
- Abu Bakr Zakariyya al-Razi (854–925/935 circa) contribuì nell'ambito della medicina, identificando il vaiolo e il morbillo e riconobbe la febbre come meccanismo di difesa del sistema immunitario;
- al-Farabi (870–950 circa) fu un matematico e filosofo che descrisse dal punto di vista geometrico i motivi ornamentali caratterizzanti l'architettura islamica;[86]
- Ibrahim ibn Sina, detto "Avicenna" (908–946) fu un fisico, astronomo e matematico; fu autore del trattato intitolato "Il canone della medicina" (in arabo  القانون في الطب‎?, al-Qānūn fī l-ṭibb), indagò sulle proprietà della luce e contribuì allo sviluppo di diverse tecniche matematiche, tra cui la prova del nove;[87]
- Abu al-Qasim al-Zahrawi (936–1013) svolse attività di chirurgo, testimoniata dal suo trattato dal titolo "al-Tasrif" (in arabo كتاب التصريف لمن عجز عن التأليف‎?, Kitāb al-taṣrīf li-man ʿajaza al-taʾlīf), dove descrive strumenti e procedure chirurgiche;
- Ibn al-Haytham (965–1040) contribuì alle ricerche sull'astronomia e l'ottica, studiando gli effetti della rifrazione della luce;
- al-Zarqali (1028–1087) fu un artigiano esperto nella lavorazione del metallo; costruì macchinari accurati, tra cui un astrolabio e un orologio ad acqua; fu anche astronomo e matematico, svolgendo in particolare studi accurati sul movimento del Sole;[88]
- Ibn Khalaf al-Muradi (XI secolo) contemporaneo di al-Zarqali. È noto per un trattato di ingegneria meccanica, Kitāb al-asrār fī natāʾij al-afkār (Libro dei segreti risultanti dai pensieri), oggetto di studio e traduzione nel 2008, dedicato alla descrizione di ingegnosi automi meccanici.
- Omar Khayyam (1048–1131) fu un matematico e poeta; calcolo la durata dell'anno solare con esattezza fino alla quinta cifra decimale e ottenne la soluzione geometrica di tutte le 13 forme di equazioni cubiche;
- al-Idrisi (1100–1166) fu un esploratore, cartografo e geografo; a lui si deve il trattato "Tabula Rogeriana", commissionatogli da Ruggero II di Sicilia, nella quale descrive le culture, le condizioni climatiche e le risorse di tutto il mondo conosciuto a quel tempo;
- Ibn al-Nafīs (1213–1288) fu un fisico che praticò medicina al Bimaristan al-Manṣūrī del Cairo; in un suo commentario descrisse la circolazione polmonare;[89]
- Nasir al-Din al-Tusi (1201–1274) fu un matematico e astronomo persiano; diede un notevole impulso alla trigonometria e compilò la più accurata tavola astronomica del suo tempo (intitolata "Zij-i Ilkhani").[90]

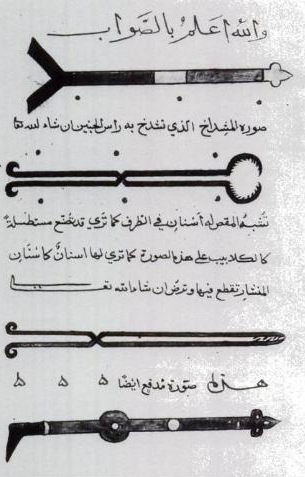
Illustrazioni di strumenti chirurgici dal trattato "al-Taṣrīf" di al-Zahrawi (XI secolo)
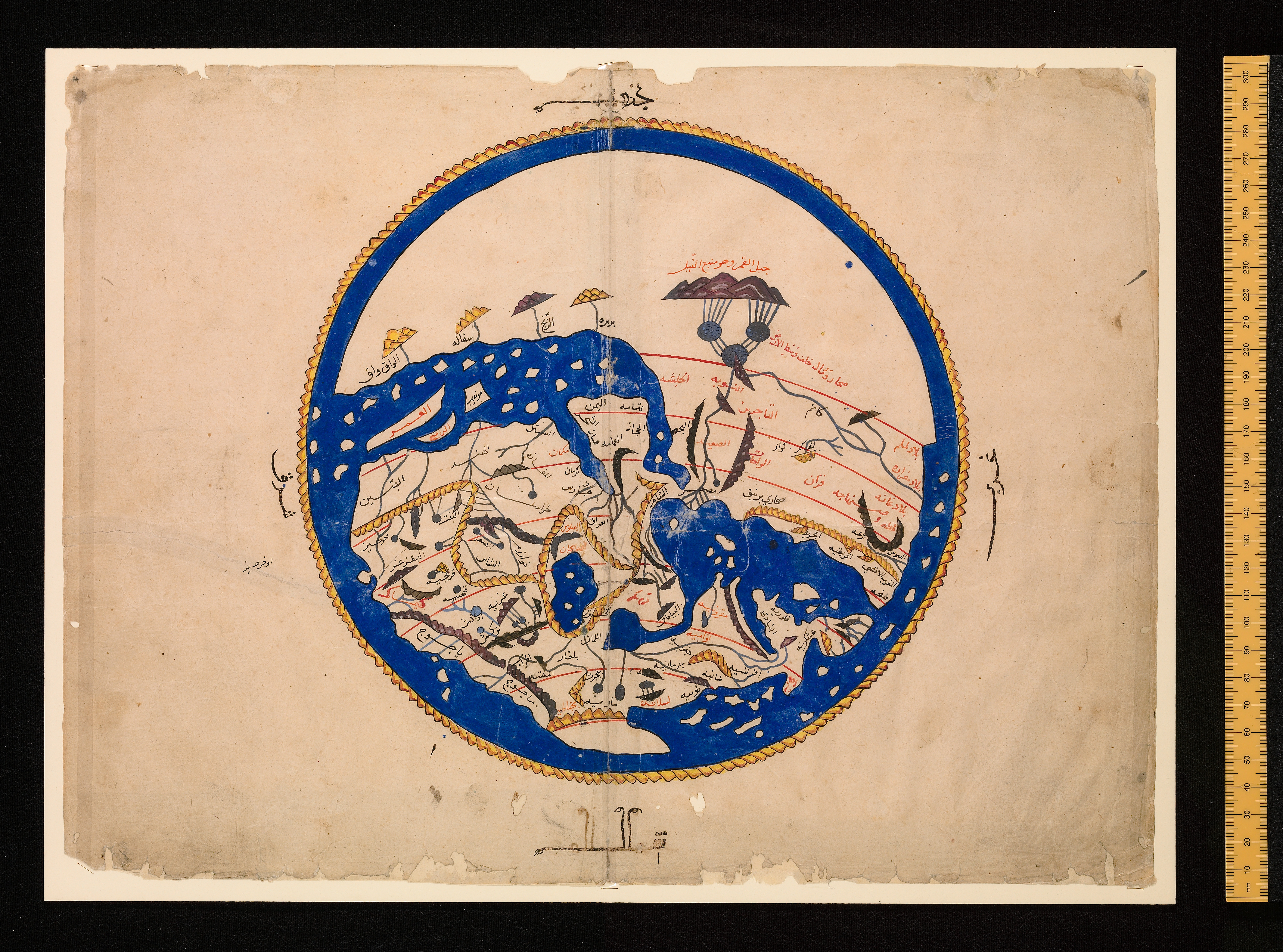
Una mappa del mondo disegnata da al-Idrisi (XII secolo)
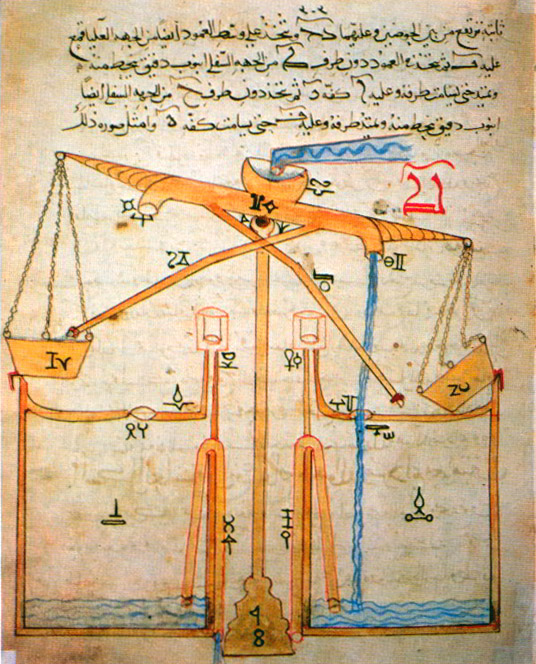
Illustrazione di un meccanismo idraulico dal libro al-Jazari (XIII secolo)

## Distacco e riavvicinamento tra mondo islamico e mondo occidentale (XIV secolo-XXI secolo)

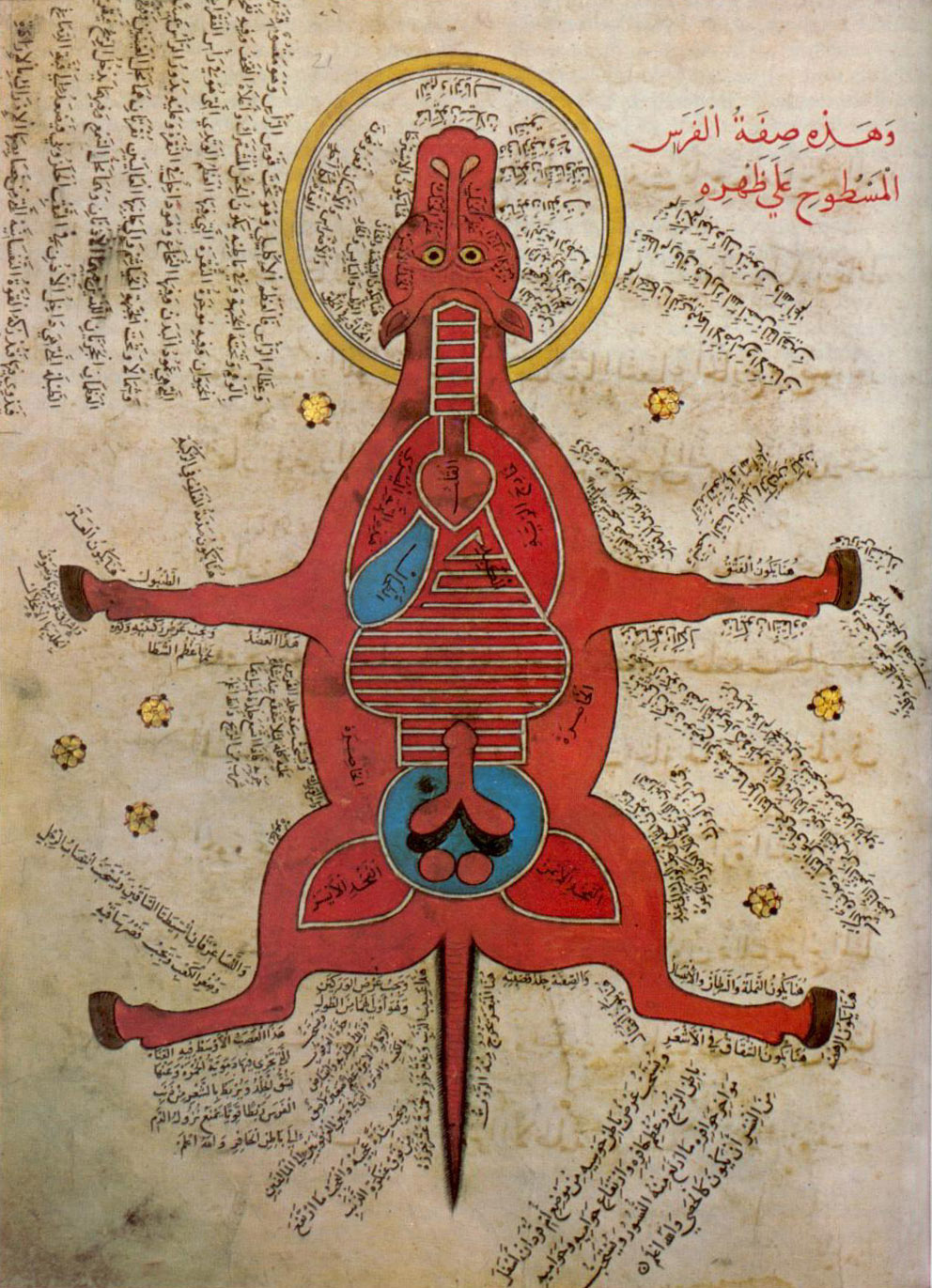
Studi sull'anatomia del cavallo in un manoscritto egiziano del XV secolo

Nei secoli successivi al XIII secolo, fra il mondo occidentale e quello islamico si è gradualmente accentuata una diversa interpretazione della scienza e degli ambiti di competenza degli studi scientifici. Il mondo islamico, dal XIV al XVIII secolo è rimasto maggiormente legato ad una visione tradizionale della scienza, rispettosa della descrizione dell'uomo e dell'universo, divulgata dai filosofi e dai teologi islamici. Come conseguenza di questo approccio, le opere di Galileo e di Newton rimasero pressoché sconosciute nei paesi islamici in quanto il contrasto fra le "verità rivelate" e le conoscenze acquisibili con il metodo sperimentale a carattere induttivo-deduttivo era ancora maggiore nel mondo islamico di quello presente nel mondo cristiano. Altra conseguenza rilevante di questo indirizzo fu un crescente "gap" tecnologico nei confronti del mondo occidentale. Per questo motivo, il sultano dell'Impero ottomano, Mahmud II, all'inizio del XIX secolo, e il fondatore dell'Egitto moderno Muhammad Ali Pasha, ravvisando l'eventuale declino politico-militare dell'impero, e del mondo islamico, volsero lo sguardo verso l'Europa, cercando qualche punto di contatto tra il mondo tradizionale islamico e il continente europeo avviato verso una sempre maggiore modernità e secolarizzazione.

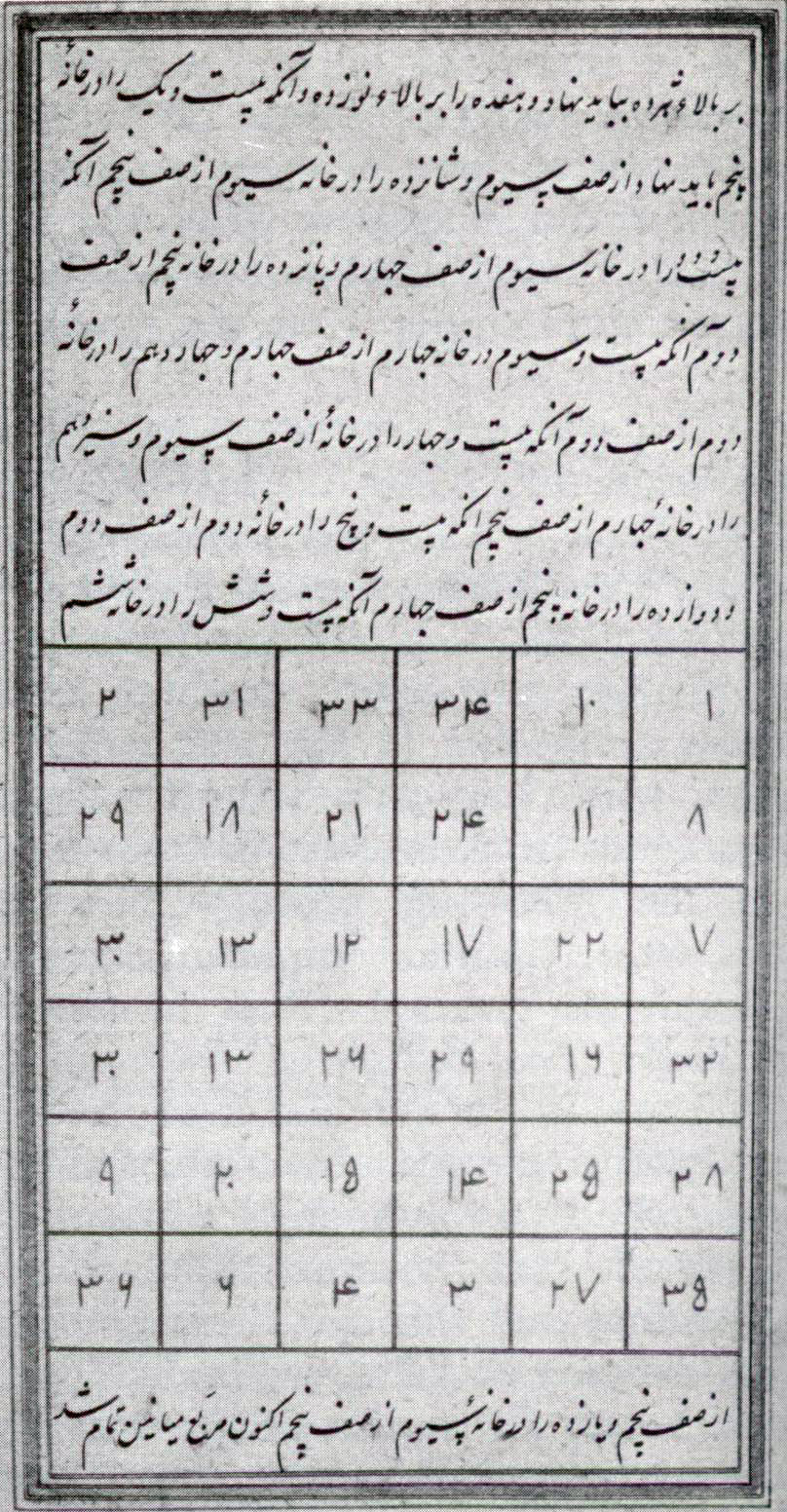
Rappresentazione del quadrato magico in un libro persiano del XVI secolo

Un secondo punto di incontro tra l'Europa e il mondo islamico fu promosso da Ataturk, fondatore e primo presidente della Repubblica Turca, che profuse notevoli sforzi per diffondere le scienze e le conoscenze moderne presso i suoi connazionali, tramite una serie di riforme scolastiche e una campagna di informazione.
Proprio in quegli anni, nel 1883, Ernest Renan, con il suo saggio L'Islamisme et la science, rivolse al mondo islamico l'accusa di inabilità a produrre scienza, inducendo una replica da parte di importanti esponenti islamici chiamati in causa, quali il politico e nazionalista afgano Jamal al-Din Asadabadi, l'artista e intellettuale turco Namik Kemal. Questi ultimi sostennero la tesi che la visione della scienza occidentale era parzialmente distorta e antireligiosa e quindi da correggere. Il dibattito diffusosi nel mondo islamico, sulla scia di questa polemica, fu fertile e produsse anche un secondo movimento di opinione, invocante, invece, un percorso di modernizzazione simile a quello proposto dal modello europeo. Grazie a questi innovatori, le correnti e le teorie scientifiche proposte dal mondo occidentale, sono comunque penetrate nel mondo islamico.

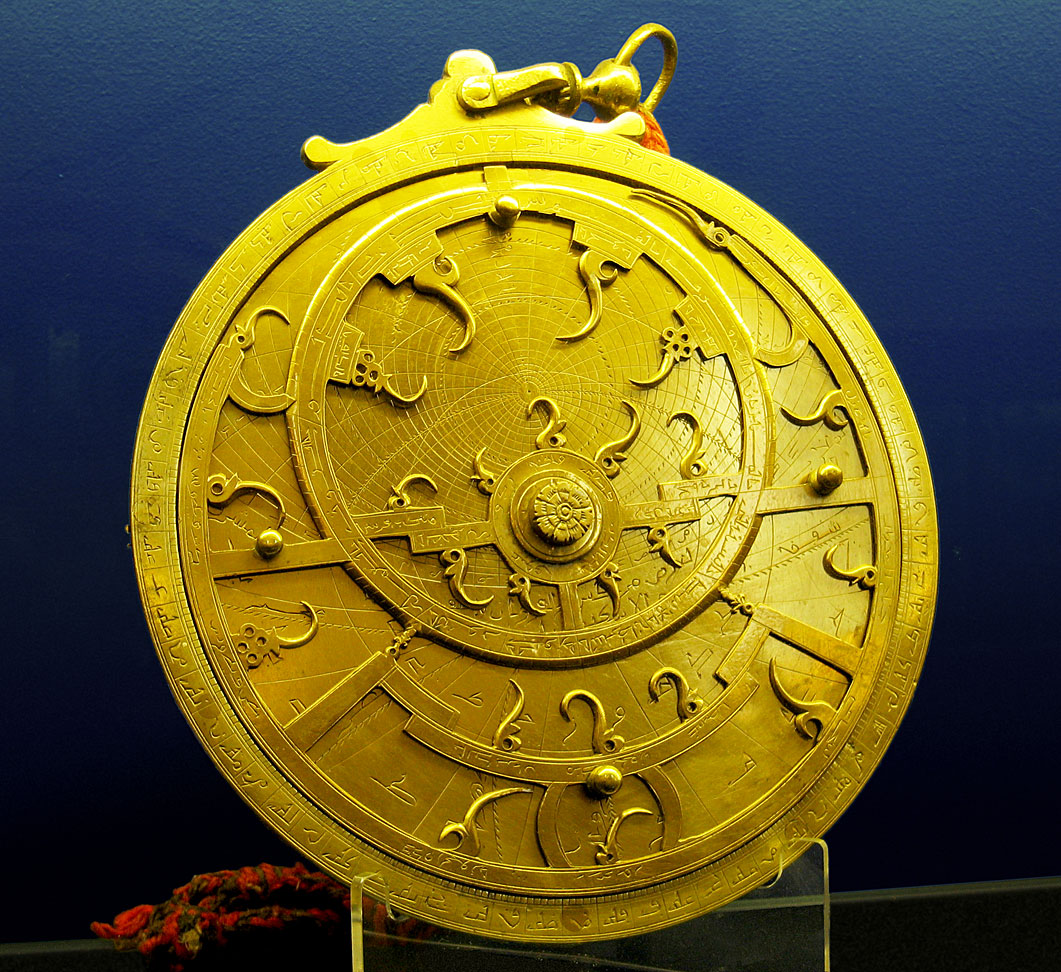
Astrolabio persiano del XVIII secolo

Nel corso del XX secolo, i metodi, i criteri, il senso e lo scopo della scienza contemporanea sviluppati dal mondo occidentale, sono stati indagati da varie correnti di pensiero islamiche, che hanno individuato varie visioni della scienza, tra le quali citiamo: una visione etica, la più seguita nel mondo islamico, che prevede una neutralità e oggettività della scienza e l'aggiunta di una dimensione etica alla pratica e all'insegnamento della scienza stessa; un'altra posizione è epistemologica, ed enfatizza soprattutto la storia e la sociologia della scienza; un'ultima visione, infine, è metafisica, e propone una chiara visione della natura e dell'universo basata sui principi della tradizione islamica.
Dopo quattro secoli di oscuramento della pratica scientifica, e visto che nel XX secolo gran parte della scienza e della tecnologia è stata importata dall'Occidente, gli studiosi islamici si chiedono se la loro civiltà riuscirà a trovare un paradigma ideale, che consenta di far rifiorire la loro antica tradizione scientifica, mantenendo una perfetta armonia con la visione religiosa del mondo e dell'uomo. Attualizzando il punto di vista di Renan si potrebbe asserire che la risposta a questa domanda è probabilmente negativa in quanto esiste un potenziale trade-off tra le due istanze.